# آن سیمونز
آن سیمونز (انگلیسی: Ann Simons؛ زادهٔ ۵ اوت ۱۹۸۰) جودوکار اهل بلژیک است.